# 劉鵬 (成化進士)
劉鵬（1444年—？），字圖南，河南開封府祥符縣人，民籍，明朝政治人物。進士出身。

## 生平
早年出身國子生，后中举河南鄉試第四十八名。成化十一年（1475年）乙未科會試第二百七十六名，殿試登進士第二甲第八十七名。

## 家族
曾祖父劉士弘。祖父劉源潔，贈監察御史。父亲劉謙，曾任知府。